# Yasmine Petty
Yasmine Petty (California, 21 de diciembre de 1987) es una modelo estadounidense transgénero de ascendencia marroquí.
Petty trabaja principalmente en pasarela, modelo de moda y escort, además de haber trabajado como actriz y fotógrafa. En 2014, Petty apareció en la portada del quinto aniversario de la revista C☆NDY junto con otras 13 mujeres transgénero: Janet Mock, Carmen Carrera, Geena Rocero, Isis King, Gisele Alicea, Leyna Ramous, Dina Marie, Nina Poon, Juliana Huxtable, Niki M'nray, Pêche Di, Carmen Xtravaganza y Laverne Cox.

## Filmografía
- 2014: Dragula Yasmine Petty como Milla, una chica de club nocturno (cortometraje). Dirigida por Frank Meli y Adam Shankman
- 2017: Bun in the Oven Yasmine Petty como Savannah (cortometraje)